# Elfenesh Melaku
Elfenesh Melaku (* 1985) ist eine äthiopische Marathonläuferin.
Elfenesh Melaku gewann 2007 den Genf-Marathon. 2009 wurde sie Dritte beim Alexander-der-Große-Marathon. 2011 siegte sie mit ihrer persönlichen Bestzeit von 2:35:25 h beim Athen-Marathon, und 2012 wurde sie Zweite beim Marrakesch-Marathon und Dritte bei der Maratona di Sant’Antonio.